# 夏威
夏威（1893年3月2日—1975年1月3日），原名鈞善，号煦蒼，廣西省梧州府容縣沙田鄉人:114。中华民国陸軍上将，新桂系核心人物之一。

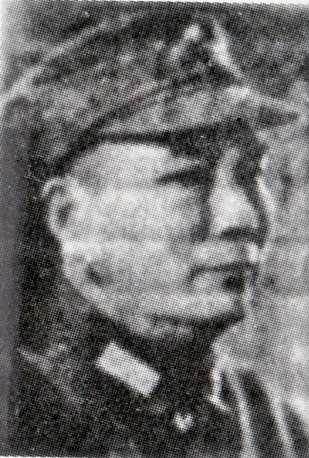
夏威

## 生平
夏兄弟3人，兄理孚，弟國璋:114。

### 新桂系
夏生于一个乡紳家庭。1911年（宣統3年），夏在桂林入广西陸軍小学，3年後升武昌陸軍中學，1916年保定陸軍軍官學校畢業:114。和黄紹竑、白崇禧为同年級同学。辛亥革命爆发后，夏威加入革命派的学生軍。中華民国成立後，夏威先赴南京接受軍事教育，後赴湖北省的陸軍第二预備学校学习。1915年（民国4年），入保定陸軍軍官学校第3期步兵科，翌年6月毕业。1916年，陸軍部分發夏到廣西督軍署候差:114。1917年5月，夏威在廣西陸軍模範營（營長馬曉軍）當少尉連附，時段祺瑞棄約法，西南擁護孫中山主張北伐，組護法政府，湖南、廣東、廣西聯軍入湖南討段，模範營參加北伐:114。1917年10月，模範營由南寧出發，到桂林後改為湘粵桂聯軍總司令部衛隊第一營:114。此後，回到广西省，在广西陸軍（旧桂系）内逐步升职。
1924年（民国13年）6月，李宗仁、白崇禧、黄紹竑的新桂系在同旧桂系陸荣廷、沈鴻英的三方战争中占领南寧。此時，新桂系结成「定桂討賊聯軍总指揮部」，夏威担任李宗仁手下的討賊軍第3纵队司令。夏威为新桂系在广西統一战争中作出了貢献。廣西統一后，新桂系军队改编为国民革命軍第七軍。其後，1926年（民国15年）3月，夏威任国民革命軍第7軍第6旅旅長（不久调任第1旅旅長）。

### 北伐的活跃与蒋桂战争的失利
1926年的北伐中，夏威参战，击败了湖南省、湖北省方面的吴佩孚率领的北京政府軍队，立下軍功。1927年（民国16年）3月，进军安慶（安徽省），6月攻取徐州，升任第7軍副軍長。但直魯聯軍发动反击，夺回徐州，夏威率第7軍奉命守备長江。8月末，第7軍受到直魯聯軍及孫传芳軍队的夹擊，夏威反擊，歼灭孫传芳的軍队。夏威因功升任第7軍軍長，并出任南京国民政府軍事委員会委員。
1927年，企图打倒蒋介石的唐生智率部进攻南京。同年10月，夏威率第7軍奉蒋的命令，在白崇禧指揮下迎擊。夏威率领第7軍在各地击败唐軍，11月攻陷武漢，唐生智被迫下野。其後，夏威进军湖南省，1928年（民国17年）1月，攻陷長沙。1929年（民国18年）3月，蒋桂战争中，夏威因耽于饮酒，被受蒋介石收买的部下師長发动兵变，夏威未作抵抗而下野，逃往香港，十分狼狈。

### 抗日战争的活動
1932年（民国21年），夏威回到广西省，被任命为南寧軍事学校校長。其後，接任新桂系麾下的國民革命軍第十五軍副軍長，1933年（民国22年）升任该軍軍長。1934年（民国23年）冬，迎击長征中的中国工农紅軍。1936年（民国25年），随着兩廣事件結束，新桂系部隊開始接受南京政府委任重編番號，在民國二十六年（1937）4月，原本自稱為國民革命軍第十五軍的新桂系部隊更名為國民革命軍第四十八軍，夏威續任該軍軍長。抗日战争爆发后，李宗仁、白崇禧赴最前线，夏威任广西綏靖公署主任，负责留守。由於四十八軍成為廣西第一批出省抗日之部隊，四十八軍軍長職務在同年8月底由韋雲淞接任。
1939年（民国28年），夏威任第16集团軍总司令。同年底桂南會戰日軍在广西登陆，夏威當時正逢母喪，因此沒有指揮16集團軍作戰，此後該集團軍因阻止日軍登陸失敗而败退，11月日军攻占南寧，由於夏威當時的狀態並沒參與會戰指揮，因此亦無追究該會戰戰敗的究責處份。桂南會戰後，夏威轉任第11集團軍指揮官的派令撤銷，16集團軍繼續擔任廣西的防禦任務。
1944年（民国33年）9月，日軍进攻桂林，防守该地区的夏威的第16集团軍迎擊日军。但夏威为保存新桂系的軍队，仅派一部分兵力对日軍作战，结果11月日军占领桂林，夏威率军向西撤退。1945年（民国34年）3月，第16集团軍的番号被废止，夏威改任第2方面軍副司令。同年5月，当选中国国民党第六届中央執行委員。

### 国共内战的活動
1946年（民国35年），夏威被任命为第8綏靖区司令官，率领安徽省的新桂系軍队为第二次国共内战作好准备。1948年（民国37年）8月，夏威接替李品仙任安徽省政府主席。9月，兼任華中剿匪副总司令。夏威在安徽省推进軍事統制及行政改革，以防备中国人民解放軍的進擊。
1949年（民国38年）3月，中国人民解放军逼近安慶，夏威辞去安徽省政府主席职务，赴武漢投奔白崇禧。其後，新桂系軍队敗退。1949年9月，白崇禧指揮第七軍在湖南湘鄉縣青樹坪對解放軍作戰小勝後，在某次軍事會議席上，第三兵團司令張淦主張反攻長沙與解放軍決戰；夏威主張退回廣西部署作戰:121-122。白崇禧遲疑不決，結果在湖南省的衡陽、宝慶一带被解放軍全殲第七軍:122。後來夏威在桂林對張文鴻説：「如果當時按照我的計劃，就不致有衡寶之戰，也不致遭到如此巨大的損失。」:122
1949年12月南寧解放前夕，白崇禧、夏威等乘機往海南島，夏威轉香港定居不去台灣:122。1975年1月3日，夏威在香港因汽车交通事故而死亡。享年83岁（满81歳）。

## 著作
- 《民生主義經濟共管制》
- 《大同世界之理想與實際》